# Sêrtar

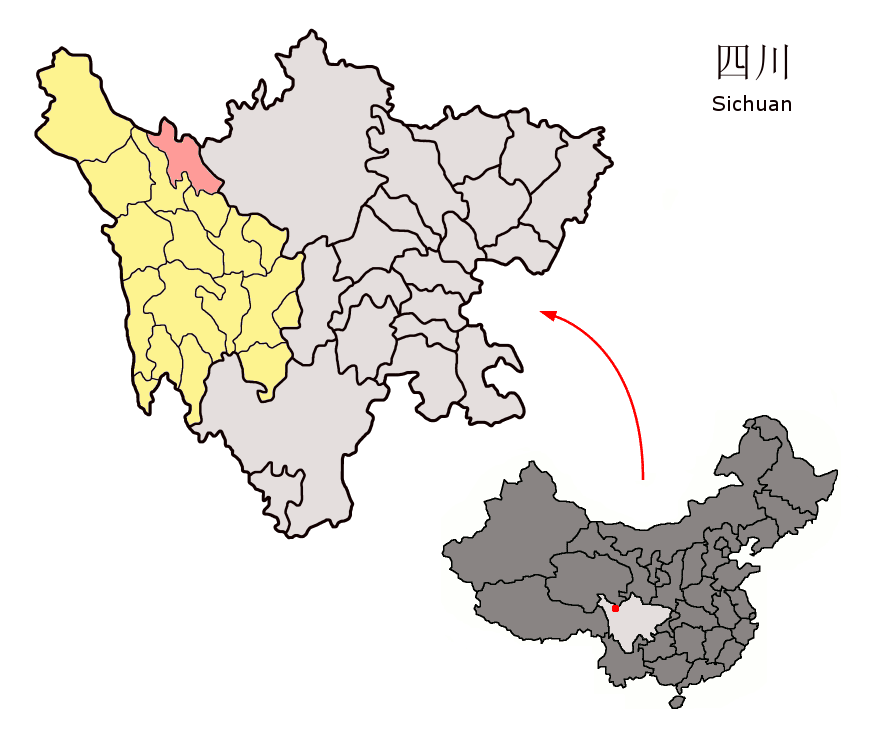
Lage von Sêrtar in Sichuan.

Sêrtar (tibetisch: གསེར་ཐར།, Umschrift nach Wylie: gser thar; auch Serthar oder chin. Seda chinesisch 色达县, Pinyin Sèdá Xiàn) ist ein Kreis des Autonomen Bezirks Garzê der Tibeter im Nordwesten der chinesischen Provinz Sichuan.
Sein Hauptort ist die Großgemeinde Sêrkog (色柯镇). Der Kreis hat eine Fläche von 8.803 km² und eine durchschnittliche Höhe von 4127 m. Die Einwohnerzahl beträgt 64.681 (Stand: Zensus 2020). Ende 2006 zählte Sêrtar 37.723 Einwohner.

## Administrative Gliederung
Auf Gemeindeebene setzt sich Sêrtar aus vier Großgemeinden und 13 Gemeinden zusammen. Von der Kreisregierung wurden diese 17 Kommunen in vier „Teilgebiete“ (片区) gruppiert, die zwischen die Kreis- und die Gemeindeebene eingeschoben wurden, um die Effizienz der Kreisverwaltung zu verbessern. Damit stellt sich die Verwaltungsstruktur folgendermaßen dar:
- Teilgebiet Sêrtang (色塘片区):
  - Großgemeinde Sêrkog (色柯镇), Sitz der Kreisregierung;
  - Gemeinde Horxü (霍西乡);
  - Großgemeinde Nubsur (洛若镇);
  - Gemeinde Nyainlung (年龙乡);
- Teilgebiet Sêrba (色尔坝片区):[3]
  - Großgemeinde Wungda (翁达镇);
  - Gemeinde Golutang (歌乐沱乡);
  - Gemeinde Gyaxoi (甲学乡);
  - Gemeinde Xoreb (旭日乡);
  - Gemeinde Yanggo (杨各乡);
- Teilgebiet Sêrqu (色曲片区):
  - Gemeinde Dagzê (大则乡);
  - Gemeinde Darcang (大章乡);
  - Gemeinde Tarzê (塔子乡);
  - Gemeinde Yarlung (亚龙乡);
- Teilgebiet Nyiqu (泥曲片区):
  - Gemeinde Kainieb (康勒乡);
  - Gemeinde Kegor (克戈乡);
  - Großgemeinde Nyidoi (泥朵镇);
  - Gemeinde Razham (然充乡).

## Ethnische Gliederung der Bevölkerung (2000)
Beim Zensus im Jahr 2000 hatte Sêrtar 41.450 Einwohner.
| Name des Volkes | Einwohner | Anteil  |
| --------------- | --------- | ------- |
| Tibeter         | 38.801    | 93,61 % |
| Han             | 2.490     | 6,01 %  |
| Hui             | 69        | 0,17 %  |
| Salar           | 35        | 0,08 %  |
| Qiang           | 15        | 0,04 %  |
| Yi              | 9         | 0,02 %  |
| Uiguren         | 7         | 0,02 %  |
| Bai             | 7         | 0,02 %  |
| Tujia           | 6         | 0,01 %  |
| Miao            | 6         | 0,01 %  |
| Sonstige        | 5         | 0,01 %  |